# Transferência mental

Um dos principais objetivos é a aquisição de informações do cérebro, além do desenvolvimento de novas formas de armazenar essas informações, permitir a continuação dos processos cognitivos e manter a identidade do ser humano

Mind uploading, também conhecido como emulação total do cérebro (whole brain emulation - WBE) é o processo futurista hipotético de mapeamento da estrutura física do cérebro com precisão suficiente para criar uma emulação do estado mental (incluindo a memória de longo prazo e o "eu") e copiá-lo para um computador. O computador poderia então executar uma simulação do processamento de informações do cérebro, de tal forma que respondesse essencialmente da mesma maneira que o cérebro original (isto é, indistinguível do cérebro para todos os propósitos relevantes), tendendo à emergência de uma mente consciente e senciente.
Pesquisas convencionais importantes estão sendo conduzidas nas áreas de mapeamento e simulação do cérebro animal, desenvolvimento de supercomputadores, realidade virtual e extração de informação de cérebros em funcionamento. Apesar de muitas ferramentas necessárias para a transferência mental ainda estarem no campo da especulação, outras estão atualmente em desenvolvimento ou são possibilidades reais da engenharia.
Teoricamente existem duas potenciais formas de se realizar a transferência mental: cópia-e-upload ou cópia-e-deleta por gradual substituição dos neurônios. No primeiro método, o cérebro e suas funções seriam copiadas e armazenadas num modelo 3D de simulação dessas mesmas funções. No segundo método, os neurônios seriam gradualmente substituídos pelo programa de computador até que o cérebro orgânico original passasse a não mais funcionar e o emulador ficaria em seu lugar.
Sendo assim, a mente simulada poderia "residir" em um computador:
1. Fora do corpo biológico em um robô (não necessariamente humanóide);
2. Dentro do corpo biológico;
3. Em um corpo cibernético (possuindo ao mesmo tempo partes orgânicas e mecânicas).

## Visão Geral

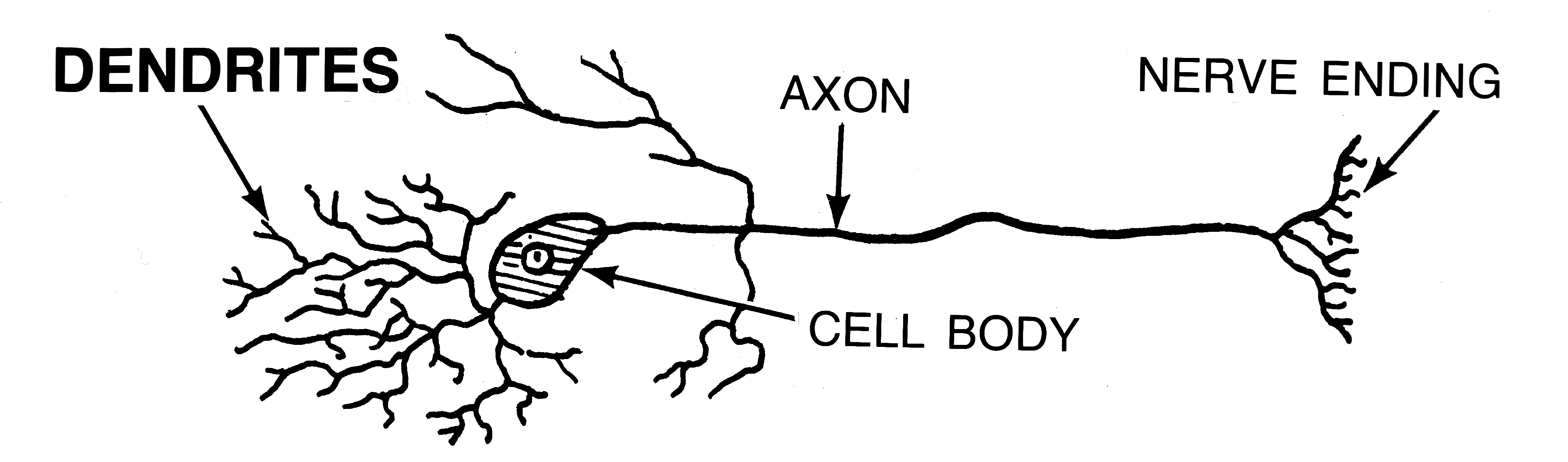
A membrana exterior de um neurônio toma a forma de vários ramos extensos chamados dendritos (recebem informação de outros neurônios) e de uma estrutura a que se chama axônio (envia informação a outros neurônios). O espaço entre o dendrito de um neurônio e o terminal axonal de outro é o que se chama uma fenda sináptica: os sinais são transportados através das sinapses por uma variedade de substâncias químicas chamadas neurotransmissores.

Os seres humanos são animais vertebrados, ou seja, possuem um sistema nervoso centralizado no encéfalo (se alongando através do corpo pela medula espinhal), formado por estruturas extremamente complexas e que possuem aproximadamente 86 bilhões de células neurais chamadas de neurônios.
O neurônio é considerado a unidade básica da estrutura do cérebro e do sistema nervoso, sendo uma célula altamente especializada na transmissão de informações na forma de impulsos eletroquímicos através das sinapses.
As sinapses podem ser elétricas (transmissão instantânea) ou químicas (utilizando dos mediadores químicos ou neurotransmissores), sendo as químicas as mais utilizadas na transmissão de sinal no sistema nervoso central da espécie humana.
É um consenso atual na neurociência que funções importantes como aprendizado, memória e até mesmo a consciência humana, são devidas a processos puramente físicos e eletroquímicos ocorridos no cérebro e governados por leis aplicáveis.

Christof Koch e Giulio Tononi, neurocientistas e pesquisadores, escreveram para a IEEE Spectrum (revista científica publicada pelo Instituto de Engenheiros Eletricistas e Eletrônicos, a maior dedicada a engenharia e ciências aplicadas do mundo): 
A consciência é parte do mundo natural. Depende, nós acreditamos, apenas da matemática, lógica e das - imperfeitamente conhecidas - leis da física, química e biologia; não provém de alguma mágica ou qualidade sobrenatural. 
O conceito de transferência de mente, portanto, é baseada numa visão mecanicista da mente e nega a visão vitalista da vida humana e consciência.
Entretanto, mesmo que a transferência mental seja dependente de tal capacidade geral governada por leis naturais, esta é conceitualmente distinta das formas gerais de inteligência artificial, na medida em que resulta da reanimação dinâmica de informações derivadas de uma mente humana específica, que possui senso de identidade histórica.
Muitos teóricos apresentaram modelos do cérebro e estabeleceram uma gama de estimativas da quantidade de poder de computação necessária para simulações parciais e completas. Usando esses modelos, alguns estimaram que o upload pode se tornar possível dentro de décadas se tendências como a lei de Moore continuarem.

## Benefícios teóricos e aplicações

### Imortalidade
Teoricamente, se as informações e processos da mente podem ser desassociados do corpo biológico, elas não são mais presos aos limites e vida útil do corpo. Além disso, as informações de um cérebro poderiam ser copiadas (parcialmente ou totalmente) e transferidas para um ou mais substratos (digitais ou biológicos), reduzindo - puramente da perspectiva mecanicista - o risco da mortalidade de tais informações.

### Uso militar
Com a captação de dados seria possível replicar a personalidade de uma pessoa (com sua inteligência, histórico, experiências), sem que a própria pessoa morra. Assim, soldados poderiam entrar em combate, com uma mente desenvolvida para tomar suas próprias decisões, criando um tipo de livre-arbítrio artificial, e uma espécie de guerra robótica em que seres humanos não precisariam mais arriscar suas próprias vidas.

### Exploração espacial
Utilizando a mesma lógica do uso militar, um astronauta poderia ser criado a partir da transferência mental e utilizado na exploração espacial, evitando perigos como gravidade zero, vácuo e radiação cósmica para o corpo humano. Além disso, pode permitir a utilização de naves menores (como a proposta StarChip) e viagens a distâncias ilimitadas.